# EFAF Challenge Cup 2010
Navigation
2009 IFAF CEI I. 2011
L' EFAF Challenge Cup 2010 est la 2e et dernière édition de l'EFAF Challenge Cup. Il s'agit d'une compétition européenne de football américain mettant aux prises des équipes de clubs européennes affiliées à l'EFAF.
Douze équipes sont réparties en quatre poules de trois équipes, les premières de chaque groupe se qualifiant pour les demi-finales.
C'est l'équipe des hongrois de Klek Knights qui remporte la compétition, battant les serbes d'Istanbul Cavaliers sur le score de 36 à 14.

## Équipes participantes
| Pays     | Club                  | Ville    | Résultat en 2009                           |
| -------- | --------------------- | -------- | ------------------------------------------ |
| Turquie  | ODTÜ Falcons          | Ankara   |                                            |
| Turquie  | Boğaziçi Sultans      | Istanbul | Champion de Turquie                        |
| Roumanie | Bucharest Warriors    | Bucarest |                                            |
| Hongrie  | Budapest Cowboys      | Budapest | 1/2 finaliste de la ligue hongroise (MAFL) |
| Serbie   | Čačak Angel Warriors  | Čačak    |                                            |
| Italie   | Doves Bologna         | Bologne  |                                            |
| Hongrie  | Győr Sharks           | Győr     | Vice champion de Hongrie                   |
| Turquie  | Istanbul Cavaliers    | Istanbul | Vice champion de Turquie                   |
| Turquie  | Istanbul Tigers       | Istanbul |                                            |
| Serbie   | Klek Knights          | Klek     | 1/2 finaliste de la ligue serbe (SAFS)     |
| Serbie   | Kraljevo Royal Crowns | Kraljevo |                                            |
| Croatie  | Zagreb Raiders        | Zagreb   |                                            |

## Phase éliminatoire

### Groupe A
| Lieu, date    | Home                  | Score                        | Away                  | Renseignements |
| ------------- | --------------------- | ---------------------------- | --------------------- | -------------- |
| 18 avril 2010 | Istanbul Cavaliers    | 28 - 7 (8-0, 14-0, 6-0, 0-7) | ODTÜ Falcons          | 50 spectateurs |
| 8 mai 2010    | Istanbul Cavaliers    | 32 - 0 (6-0, 8-0, 12-0, 6-0) | Kraljevo Royal Crowns |                |
| 23 mai 2010   | Kraljevo Royal Crowns | 35 - 0                       | ODTÜ Falcons          |                |

| Cl. | Équipe                | %     | M. | V | P | PF | PS |
| --- | --------------------- | ----- | -- | - | - | -- | -- |
| 1   | Istanbul Cavaliers    | 1.000 | 2  | 2 | 0 | 60 | 7  |
| 2   | Kraljevo Royal Crowns | 0.500 | 2  | 1 | 1 | 35 | 32 |
| 3   | ODTÜ Falcons          | 0.000 | 2  | 0 | 2 | 7  | 63 |

### Groupe B
| Lieu, date    | Home                 | Score                          | Away                 | Remarque        |
| ------------- | -------------------- | ------------------------------ | -------------------- | --------------- |
| 18 avril 2010 | Bucharest Warriors   | 0 - 46 (0-14,, 0-8 0-11, 0-13) | Boğaziçi Sultans     |                 |
| 8 mai 2010    | Boğaziçi Sultans     | 6 - 6 (6-6, 0-0, 0-0, 0-0)     | Čačak Angel Warriors |                 |
| 30 mai 2010   | Čačak Angel Warriors | 68 - 0 (30-0, 22-0, 16-0, 0-0) | Bucharest Warriors   | 500 spectateurs |

| Cl. | Équipe               | %     | M. | V | N | P | PF | PS  |
| --- | -------------------- | ----- | -- | - | - | - | -- | --- |
| 1   | Čačak Angel Warriors | 0.750 | 2  | 1 | 1 | 0 | 74 | 6   |
| 2   | Boğaziçi Sultans     | 0.750 | 2  | 1 | 1 | 0 | 52 | 6   |
| 3   | Bucharest Warriors   | 0.000 | 2  | 0 | 0 | 2 | 0  | 114 |

### Groupe C
| Lieu, date    | Home            | Score                           | Away            |
| ------------- | --------------- | ------------------------------- | --------------- |
| 17 avril 2010 | Győr Sharks     | 34 - 20 (14-0, 7-14, 7-6, 6-0)  | Istanbul Tigers |
| 8 mai 2010    | Istanbul Tigers | 27 - 36 (0-0, 21-13, 6-15, 0-8) | Klek Knights    |
| 29 mai 2010   | Klek Knights    | 39 - 26 (6-6, 13-8, 8-6, 12-6)  | Győr Sharks     |

| Cl. | Équipe          | %     | M. | V | P | PF | PS |
| --- | --------------- | ----- | -- | - | - | -- | -- |
| 1   | Klek Knights    | 1.000 | 2  | 2 | 0 | 75 | 53 |
| 2   | Győr Sharks     | 0.500 | 2  | 1 | 1 | 60 | 59 |
| 3   | Istanbul Tigers | 0.000 | 2  | 0 | 2 | 47 | 70 |

### Groupe D
| Lieu, date    | Home             | Score                           | Away             |
| ------------- | ---------------- | ------------------------------- | ---------------- |
| 18 avril 2010 | Budapest Cowboys | 78 - 0 (23-0, 20-0, 21-0, 14-0) | Zagreb Raiders   |
| 9 mai 2010    | Zagreb Raiders   | 35 - 0                          | Doves Bologna    |
| 29 mai 2010   | Doves Bologna    | 0 - 35                          | Budapest Cowboys |

| Cl. | Équipe           | %     | M. | V | P | PF  | PS |
| --- | ---------------- | ----- | -- | - | - | --- | -- |
| 1   | Budapest Cowboys | 1.000 | 2  | 2 | 0 | 113 | 0  |
| 2   | Zagreb Raiders   | 0.500 | 2  | 1 | 1 | 35  | 78 |
| 3   | Doves Bologna    | 0.000 | 2  | 0 | 2 | 0   | 70 |

## Phase finale

### Équipes qualifiées
| Pays    | Équipe               | Groupe |
| ------- | -------------------- | ------ |
| Turquie | Istanbul Cavaliers   | A      |
| Serbie  | Čačak Angel Warriors | B      |
| Serbie  | Klek Knights         | C      |
| Hongrie | Budapest Cowboys     | D      |

### Matchs
|  | Demi-finales         | Demi-finales |                    |    | Finale          | Finale          |
|  | Demi-finales         | Demi-finales |                    |    | Finale          | Finale          |
|  |                      |              |                    |    |                 |                 |
|  | 26 juin 2010         | 26 juin 2010 |                    |    | 17 juillet 2010 | 17 juillet 2010 |
|  | 26 juin 2010         | 26 juin 2010 |                    |    | 17 juillet 2010 | 17 juillet 2010 |
|  | Istanbul Cavaliers   | 35           |                    |    | 17 juillet 2010 | 17 juillet 2010 |
|  | Istanbul Cavaliers   | 35           |                    |    | 17 juillet 2010 | 17 juillet 2010 |
|  | Čačak Angel Warriors | 0            |                    |    | 17 juillet 2010 | 17 juillet 2010 |
|  | Čačak Angel Warriors | 0            | Istanbul Cavaliers | 14 |                 |                 |
|  | 26 juin 2010         |              | Istanbul Cavaliers | 14 |                 |                 |
|  |                      | Klek Knights | 36                 |    |                 |                 |
|  | Budapest Cowboys     | Klek Knights | 36                 | 25 |                 |                 |
|  | Budapest Cowboys     |              |                    | 25 |                 |                 |
|  | Klek Knights         | 28           |                    |    |                 |                 |
|  | Klek Knights         | 28           |                    |    |                 |                 |